# Miophyseter
Miophyseter — вимерлий рід кашалотів надродини Physeteroidea. Відомий один вид — M. chitaensis. , який був описаний у 2022 році з нижнього міоцену (бурдігальського періоду) формації Тойохама, район Чита, префектура Аїті, Японія. Цей вид відомий по добре збереженому черепу з відірваними зубами та вушними кістками. Miophyseter є частиною стовбурової групи Physeteroidea, але більш тісно пов'язаний з коронною групою, ніж з макрорапторіальними кашалотами, відомими з середнього та пізнього міоцену. Miophyster, можливо, мав адаптацію до глибокого занурення та / або розвинувши крилоподібні м'язи для активного кусання. До такого висновку дослідники прийшли, судячи з наявності глибокої та великої виїмки на вентральній поверхні піднебінної кістки та крилоподібної кістки.